# Hochschule für Kommunikation und Gestaltung

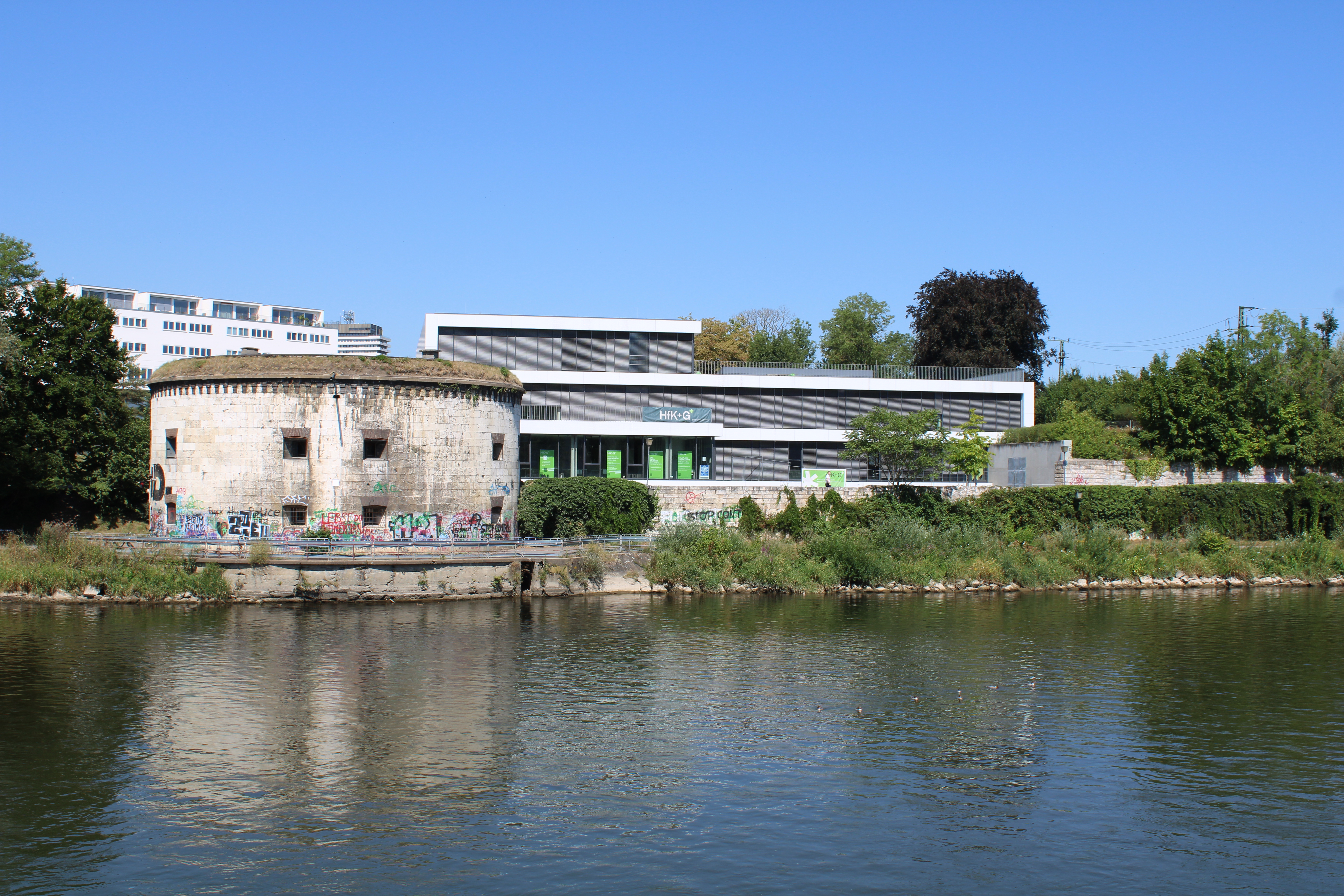
Hochschule für Kommunikation und Gestaltung Ulm

Die Hochschule für Kommunikation und Gestaltung (kurz: HfK+G) ist eine private staatlich anerkannte Fachhochschule. Hochschulstandorte sind Stuttgart und Ulm.
Schwerpunkt sind medien- und kommunikationsrelevante Themen aus allen Bereichen der Wirtschaft und des öffentlichen Sektors sowie die entsprechende Forschung. Die Grundstruktur der Hochschule bilden die Studienbereiche Gestaltung und Kommunikation.
Die Hochschule ist in der alleinigen Trägerschaft der Hochschule für Kommunikation und Gestaltung gGmbH.

## Geschichte
Die Bildungseinrichtung begann im Oktober 2014 an den Standorten Stuttgart und Ulm mit den Bachelor-Studiengängen Kommunikationsdesign sowie Werbung und Marktkommunikation. Die angebotenen Studiengänge der HfK+G wurden bereits im Jahr 2013 von der Zentralen Evaluations- und Akkreditierungsagentur Hannover (ZEvA) akkreditiert und wurden im Anschluss für weitere 5 bzw. 7 Jahre re-akkreditiert. Die staatliche Anerkennung durch das Ministerium für Wissenschaft, Forschung und Kunst Baden-Württemberg wurde im Oktober 2014 erteilt. Am 25. Oktober 2019 hat der Wissenschaftsrat der HfK+G die institutionelle Akkreditierung vorbehaltlich der Bearbeitung verschiedener Monita vorerst nicht ausgesprochen. Dennoch wurde durch das Ministerium für Wissenschaft, Forschung und Kunst Baden-Württemberg am 19. März 2020 die staatliche Anerkennung befristet bis zum 31. Dezember 2022 verlängert mit der Auflage, die festgestellten Monita zu beseitigen und beim Wissenschaftsrat einen erneuten Antrag auf Durchführung eines Verfahrens auf institutionelle Akkreditierung einzureichen. Die Hochschule hat die Monita fristgerecht bearbeitet und im Juni 2021 den Prozess zur institutionellen Akkreditierung mit einem Antrag beim baden-württembergischen Wissenschaftsministerium wieder eingeleitet.
In der Stellungnahme des Wissenschaftsrates vom Oktober 2019 wird hervorgehoben:

„Trotz der festgestellten Monita zeigten sich die Studierenden und die Absolventinnen bzw. Absolventen mit dem Studium an der HfK+G weitgehend zufrieden. Hervorgehoben wurde insbesondere die intensive und engagierte Betreuung durch die Professorinnen und Professoren. Es wurde ebenfalls deutlich, dass die Hochschule der Evaluation der Lehre hohe Bedeutung zumisst. Beides resultiert in der weitgehend überzeugenden Qualität der eingesehenen studentischen Arbeiten.“

Alle Bachelor-Studiengänge wurden im Jahr 2022 überarbeitet und auf 7 Semester mit 210 ECTS-Punkten erweitert. Der Studiengang Werbung und Marktkommunikation wurde durch den Studiengang Corporate Communications ersetzt. Im Dezember 2022 hat das Ministerium für Wissenschaft, Forschung und Kunst Baden-Württemberg die staatliche Anerkennung bis 30. Juni 2024 verlängert.

## Studienbereich Gestaltung
Die Studiengänge im Studienbereich Gestaltung haben ihren Schwerpunkt in den Bereichen der visuellen Kommunikation und im Design.
- Kommunikationsdesign, Stuttgart/Ulm (B. A.): Gestaltung/Grafik-Design
- Illustration, Stuttgart (B. A.): Techniken der Illustration vom narrativen Format bis zu Sach- und Wissenschaftsillustrationen

## Studienbereich Kommunikation
Die Studiengänge im Studienbereich Kommunikation verbinden sozial- und wirtschaftswissenschaftliche Bereiche mit medientechnischen Aspekten und sind inhaltlich strategiebildend ausgerichtet. Den Forschungskern im Studienbereich Kommunikation bilden Untersuchungen zu Entwicklungen und Strategien im Bereich Kommunikation sowohl im breiten zivilgesellschaftlichen als auch im enger gefassten unternehmerischen Bereich.
- Werbung und Marktkommunikation, Stuttgart/Ulm (B. A.): Marketing und Werbung (bis Sommersemester 2023).
- Corporate Communications (B. A.): Kommunikation, Entrepreneurship, Marketing und Management (zum Wintersemester 2023/24).[6]

## Grundständige und duale Studiengänge
Zusätzlich zum Modell der grundständigen Vollzeitstudiengänge werden an der HfK+G als duale Studiengänge angeboten:
- Corporate Communications
- Kommunikationsdesign

Im dualen Studium wechseln Studierende kontinuierlich zwischen der Hochschule (Vorlesungszeit) und ihrem jeweiligen Partnerunternehmen (vorlesungsfreie Zeit). Im grundständigen Vollzeitstudium durchlaufen Studierende in den Bachelor-Studiengängen Corporate Communications und Kommunikationsdesign ein integriertes praktischen Studiensemester. Beide Studienmodelle führen in sieben Semestern zum Bachelor of Arts (B. A.)
Im weiteren Ausbau strebt die Hochschule an, Masterstudiengänge aufzubauen.

## Forschungsinstitut für angewandte Forschung (IAF)
Parallel zum Aufbau der Studienbereiche erfolgt die Fortentwicklung der Forschungsinfrastruktur mit dem Institut für angewandte Forschung (IAF). Unter dem Dach des IAF finden Kooperations- und Transferprojekte statt, die inhaltlich den Bereichen Kommunikation, Kunst und Gestaltung, Digitalisierung, Image- und Markenbildung und den Civic Designs/Social Designs zuzuordnen sind. Zum IAF gehören das Institut für digitale Kunst und das Institut für Marken- und Imageentwicklung (im Aufbau).

## Institut für Digitale Kunst/Institute of digital art
Das Institut für Digitale Kunst/Institute of Digital Art wurde 2016 am Standort Ulm mit dem Ziel gegründet, die digitale Kunst in vielfältigen Kooperationen zu fördern und zu vernetzen. Leitgedanke aller Projekte ist, Studierende, Künstler und Kunstinteressierte für neue künstlerische Ausdrucksformen zu begeistern, die sich durch den Einsatz digitaler Technologien in der Kunst ergeben und den Dialog zwischen Hochschule, Kunstschaffenden, Studierenden und insbesondere regionalen Unternehmen zu fördern.

## Institut für Marken- und Imageentwicklung
Das Institut für Marken- und Imageentwicklung widmet sich der Untersuchung der Identität, Marke und Kommunikation von zivilgesellschaftlichen Akteuren und Unternehmen. Die Forschung zu Markenidentität, Kommunikation, Emotion und Funktion von Marke und Image im Zeitalter digitaler Medien steht dabei im Fokus der Institutsarbeit. Geplant ist, einen Preis für erfolgreiche Markeneinführung von Startup-Unternehmen auszuloben (im Aufbau).

## Standorte und technische Ausstattung
Die Räumlichkeiten am Standort Stuttgart befinden sich an der Kölner Straße 38, der Standort Ulm befindet sich seit 2021 in der Schillerstraße 1/10. Die technische Ausstattung umfasst moderne digitale Medientechnik (Multimediaräume, Informations- und Präsentationstechnik). Für die experimentelle Prüfung von Verhaltensprozessen steht Eyetracking-Equipment zur Verfügung.